# Niphargus wexfordensis
Niphargus wexfordensis is een vlokreeftensoort uit de familie van de Niphargidae. De wetenschappelijke naam van de soort is voor het eerst geldig gepubliceerd in 1994 door G. Karaman, Gledhill & Holmes.